# クジョー
『クジョー』（Cujo）は、1983年公開のアメリカ合衆国のホラー映画。スティーヴン・キングの小説『クージョ』の映画化作品。

## 概要
キング原作映画の中で1983年に封切られたものの第一弾である（他は、デヴィッド・クローネンバーグ監督の『デッドゾーン』と、ジョン・カーペンター監督の『クリスティーン』）。当初、キングは、『アリゲーター』のルイス・ティーグを監督に推したが、『チェンジリング』（1980年のホラー映画）のピーター・メダックが監督することが決まる。しかしメダックが、たった1日で監督を降板したため、結局ティーグが監督することになる。ティーグらは脚本を検討し直し、特にラストシーンをハッピーエンドに変更した。この変更は原作の趣旨を変えてしまうが、原作者キングは賛成した。なぜならばキングは、映画的文法と小説の違いを理解したうえ、悲劇的な結末を書き直したいとさえ考えていたからである。撮影において、クジョー役には5頭のセント・バーナードが用意され、クローズアップ時に狂犬の迫力を出すためにメカニカルヘッドも用いられた。米国では夏休み映画として公開され、低予算映画としては健闘したが、翌年、日本で公開された時は一週間で上映打ち切りという結果に終わった。
2015年には『C.U.J.O』とタイトルを変更し、再映画化の企画があがっている。

## あらすじ
自動車修理工のジョーに飼われているセント・バーナード犬のクジョーは、森の中でコウモリに咬まれて狂犬病に罹患、発症する。凶暴になったクジョーはジョーを咬み殺し、故障した車の修理に彼の工場を訪れたドナとタッドの母子に襲いかかる。
ドナたちは動かなくなった車の中に退避するが、その場を離れないクジョーに閉じ込められてしまう。ドナは何度かその場からの脱出を試みるが失敗し、母子は車の中で一晩を過ごす。
翌日、ドナと連絡が取れなくなった夫ヴィックは、警察に捜索を依頼する。連絡を受けた保安官が修理工場にやってくるが、クジョーに殺されてしまう。炎天下の車中でタッドは脱水症状を起こし、一刻の紆余もないと判断したドナはバットで立ち向かい、クジョーを倒したかに見えたが再び追い詰められる。しかし、ドナは保安官が持っていた拳銃でクジョーを射殺し、タッドは一命を取り止める。

## スタッフ
- 監督：ルイス・ティーグ
- 製作：ダニエル・H・ブラット、ロバート・B・シンガー
- 原作：スティーヴン・キング
- 脚本：ドン・カーロス・ダナウェイ、ローレン・キュリアー
- 撮影：ヤン・デ・ボン
- SFX：ピーター・ノールトン
- 音楽：チャールズ・バーンスタイン
- 美術：ガイ・J・コムトワ
- 編集：ニール・トラヴィス
- アニマルトレーナー：カール・ルイス・ミラー

## キャスト
- ドナ・トレントン（タッドの母親）：ディー・ウォレス（日本語吹替：鈴木弘子）
- タッド・トレントン（ドナの息子）：ダニー・ピンタウロ（日本語吹替：渕崎ゆり子）
- ヴィック（ヴィクター）・トレントン（ドナの夫）：ダニエル・ヒュー・ケリー（日本語吹替：小川真司）
- スティーヴ（ドナの浮気相手）：クリストファー・ストーン（日本語吹替：堀勝之祐）
- ジョー・キャンバー（自動車修理工場の経営者でクジョーの飼い主）：エド・ローター（日本語吹替：宮田光）

テレビ放送：TBS『月曜ロードショー』1986年6月16日

## 原作
- クージョ（1983年9月1日、新潮社）ISBN 4102193030
- スティーブン・キング著 永井淳 訳